# Sabine Bollig
Sabine Bollig (* 1971) ist eine deutsche Erziehungswissenschaftlerin und Hochschullehrerin.

## Leben
Bollig absolvierte eine Ausbildung zur Heilerziehungspflegerin und war mehrere Jahre im Bereich der Behindertenhilfe tätig. Im Jahr 2005 schloss sie ein Studium der Erziehungswissenschaft an der Universität Trier als Diplom-Pädagogin ab. Im Anschluss war sie als wissenschaftliche Mitarbeiterin an der Universität Frankfurt am Main und der Universität Luxemburg tätig. 2013 promovierte Bollig summa cum laude an der Universität Bielefeld mit einer Dissertation über Entwicklungskindheit als Beobachtungsprojekt. Im Januar 2019 nahm Bollig einen Ruf auf die Professur für Sozialpädagogik mit dem Schwerpunkt pädagogische Institutionenforschung an der Universität Trier an.
Bollig ist u. a. Mitglied der Deutschen Gesellschaft für Erziehungswissenschaft und der Deutschen Gesellschaft für Soziologie. In letzterer ist sie seit 2013 im Vorstand der Sektion „Soziologie der Kindheit“ aktiv, seit 2016 als Sektionssprecherin. Sie ist für verschiedene Fachzeitschriften (u. a. Childhood, Children’s Geographies, Journal for Family Research) als Gutachterin tätig. Seit 2018 ist sie Mitbegründerin und Herausgeberin der Online-Zeitschrift Falki – Fallarchiv für kindheitspädagogische Forschung. Zu Bolligs Forschungsschwerpunkte gehören Kindheit, Jugend, Elternschaft, Familie im sozialpädagogischen und wohlfahrtsstaatlichen Kontext, sozial- und erziehungswissenschaftliche Kindheitsforschung und frühe Bildung.

## Schriften (Auswahl)
- mit Michael-Sebastian Honig, Elisabeth Mohn: Betreuungsalltag als Lernkontext. Informelles Lernen beobachten und entdecken, dohrmannVerlag.berlin, Berlin 2015, ISBN 978-3-938620-35-9.
- mit Tanja Betz, Magdalena Joos, Sascha Neumann (Hrsg.): Gute Kindheit. Wohlbefinden, Kindeswohl und Ungleichheit, Beltz Juventa, Weinheim/Basel 2018, ISBN 978-3-7799-1557-7.
- (Hrsg.): Materialitäten der Kindheit. Körper – Dinge – Räume, Springer, Wiesbaden 2020, ISBN 978-3-658-25531-2.